# زحلوق
زُحْلُوق أو زُحلوقة (الاسم العلمي: Rypticus)، جنس أسماك بحرية من فصيلة القرفصية. هي واحدة من عدة أجناس من أسماك الصابون. تعيش هذه الأسماك في المحيطين الأطلنطي وشرق المحيط الهادئ في مناطق معتدلة استوائية ودافئة.